# Listă de tenori români
Aceasta este o listă de tenori români:
- Aurelian Andreescu

- Petre Alexandru

- Dinu Bădescu
- Bogdan Bradu
- Costel Busuioc
- Ion Buzea
- Cristian Caraman
- Emanuel-Cristian Caraman
- Ion Dacian
- Corneliu Fânățeanu
- Traian Grozăvescu
- Filip Ion Sandu
- Nicolae Furdui Iancu
- Valentin Jar
- Nicolae Leonard
- Dorel Livianu
- Paramon Maftei
- Emil Marinescu
- Vasile Moldoveanu
- Mihai Munteanu
- Petre Munteanu
- Octavian Naghiu
- Dimitrie Onofrei
- Ion Piso [1][2]
- Virgil Profeanu
- Joseph Schmidt
- Ludovic Spiess
- Dorin Teodorescu
- Valentin Teodorian
- Toma Popescu
- Cristian Vasile (muzician)
- Ionel Voineag